# Von Gier besessen
Von Gier besessen ist ein US-amerikanischer Western aus dem Jahr 1951 von Gerald Mayer mit David Brian und Arlene Dahl in den Hauptrollen. Der Film wurde von Metro-Goldwyn-Mayer produziert.

## Handlung
San Francisco 1870. Durch einen Bankansturm gerät die Bank von Ada Stitch in Liquiditätsprobleme. Der Reporter Johnny Anderson fragt den Millionär Rip MacCool, ob er der Bank helfen würde. Auch wenn die kalifornische Wirtschaft vom Überleben der Stitch-Bank abhängig ist, weigert sich Rip. Kurz darauf erscheint Flutey Johnson, ein alter Freund Rips, der ihn um Hilfe bittet. Auch Ada erscheint und bittet um Unterstützung in Höhe von drei Millionen Dollar. Rip zieht ein Kartenspiel hervor und bietet an, dass Ada ihre Bank gegen seine Hand einsetzt. Johnny rät Ada, zuerst Rip besser kennenzulernen. Ada erinnert sich an ihr erstes Zusammentreffen 15 Jahre zuvor.
Die verwitwete Ada führt ein kleines Hotel, in dem Rip und sein serbischer Freund Shocker absteigen. Rip will das Hotel kaufen und erfährt, dass der Kaufpreis bei 3.000 Dollar liegt. Rip verführt die verkaufswillige Ada und bietet ihr 3000 Dollar in bar sowie 1000 Dollar in Aktien der Mona-Lisa-Mine. Zwar hat Ada insgeheim auf einen besseren Preis gehofft, doch aus Liebe zu Rip akzeptiert sie sein Angebot. Ihre Liebe verwandelt sich in Hass, als sie erfährt, dass Rip sie um 300 Dollar aus dem Hotelumsatz betrogen hat und die Aktien wertlos sind.
Nun erzählt Johnny seine Erlebnisse. Der ambitionierte Autor Johnny verdiente seinen Lebensunterhalt als Boxer. Nach einer herben Niederlage verteidigt ihn Rip gegen die Anschuldigung, den Kampf absichtlich verloren zu haben. Rip stellt Johnny als Nachtportier in seinem Hotel ein. Nach einiger Zeit verliert Rip sein Vermögen an der Börse. Zwei Jahre später ist aus dem kleinen Hotel ein Luxushotel geworden, das einen beträchtlichen Gewinn abwirft. Seinem Freund Shocker erklärt Rip seine Angst, nicht genug Geld zu erwirtschaften. Kurz darauf erfährt Rip, dass die Mona-Lisa-Aktie rasant ansteigt. Er kauft Anteile und macht einen Gewinn von 250.000 Dollar. Ada glaubt ihm nicht, dass er sich auch über ihren Gewinn freut. Am nächsten Tag verhindert Rip, dass der einflussreiche Alexander Tomson von seiner Frau bei einem Rendezvous mit Lily Douvane erwischt. Aus Dankbarkeit gibt Tomson ihm Insidertipps, die Rip zum Millionär machen.
Nun erzählt auch Flutey seine Geschichte. Flutey managt ein Restaurant, in dem Lily als Sängerin auftritt. Vermittelt wurde dies von Rip, der zu einem der wichtigsten Männer der Stadt geworden ist. Rip ist klar, dass Lily einen wohlhabenden Mann sucht und dass Johnny, der nun eine eigene Zeitung herausgibt, an Lily interessiert ist. Rip macht Lily einen Antrag, gesteht ihr aber dabei, dass er keine romantischen Absichten habe. Lily nimmt den Antrag an. In den Flitterwochen gesteht sie ihm, dass sie ihn nicht leiden könne. Dennoch wird sie schwanger und bringt einen Jungen zur Welt, der Johnny genannt wird. Weder Vater noch Mutter kümmern sich um das Kind. Die französische Erzieherin Zoe Carnot zieht den Jungen liebevoll groß. Einige Zeit später erwischt Lily Rip in flagranti. Sie fordert eine Million Dollar für die Scheidung und das Sorgerecht für Johnny.
Während des folgenden Jahres besucht Johnny seinen Namenspaten regelmäßig und verliebt sich dabei in Zoe. Zoe weist seinen Antrag zurück, weil der kleine Johnny und auch Rip ihn brauchen. Auch Rip macht ihr einen Antrag, damit der Klatsch aufhört. Rip ist nicht bereit, Zoes Liebe zu erwidern. Johnnys Hingabe zu ihr und dem Kind machen ihn jedoch eifersüchtig. Er beginnt zu trinken und schon bald leiden seine Geschäfte darunter. Zoe leiht sich Geld von Shocker, um Rips Geschäft zu stützen. Auf einer Party erfährt sie, dass in der Mona-Lisa-Ader eine neue Erzader erschlossen wurde. Zoe nimmt eine Hypothek in Adas Bank auf und investiert in die Mine. Zur gleichen Zeit untersuchen Rip und Shocker die Qualität des Erzes, die sich als hoch herausstellt. Rip erfreut sich seines neuerlichen geschäftlichen Glücks. Er ist Zoe für ihre Initiative dankbar. Als er erfährt, dass sie schwanger ist, lässt ihn das scheinbar kalt. Erst am Tage der Geburt wird ihm seine Liebe zu Zoe klar. Zu seinem Entsetzen sterben sowohl Zoe als auch seine Tochter bei der Geburt. Nach diesem Schicksalsschlag arbeitet Rip wie besessen.
Rip verlässt den Raum und nun erklärt Shocker, was geschah, als Rip 16 war. Mit seinen Eltern zog Rip auf einem Siedlertreck nach Westen. Rips Eltern sterben an der Cholera. Er hat kein Geld, um seine Eltern angemessen zu bestatten. Rip verdingt sich als Minenarbeiter und lernt dabei Shocker kennen, mit dessen Hilfe er seine Eltern beerdigt. Mit Shocker als Freund und Anteilen der Mona-Lisa-Mine will er nun sein Glück finden. Rip kommt wieder zurück und fragt Ada, ob sie setzen wolle. Ada setzt, Rip schaut in seine Karten und sagt, dass das Geld morgen eingehen werde. Ada geht, wobei sie glaubt, dass Rip mit seiner Hand gewonnen hätte. Doch Rip schweigt und geht lächelnd die Treppe hoch.

## Produktion

### Hintergrund
Gedreht wurde der Film von Mitte September bis Mitte Oktober 1950 in den MGM-Studios in Culver City.

### Stab
Daniel B. Cathcart und Cedric Gibbons oblag die künstlerische Leitung. Arthur Krams und Edwin B. Willis waren für das Szenenbild zuständig, William Tuttle für das Maskenbild. Verantwortlicher Toningenieur war Douglas Shearer. A. Arnold Gillespie und Warren Newcombe kreierten dir Spezialeffekte.

### Besetzung
In kleinen nicht im Abspann erwähnten Nebenrollen traten Richard Alexander, Mae Clarke, John Hamilton, Percy Helton, Mitchell Lewis, Harold Miller, Matt Moore, Bert Roach, Dewey Robinson, Gene Roth, Charles Wagenheim und Nedrick Young auf. Ebenfalls unerwähnt blieb Nikki Juston als Mrs. Tomson.

## Veröffentlichung
Die Premiere des Films fand am 2. März 1951 statt. In der Bundesrepublik Deutschland wurde er am 14. Juli 2002 im deutschen Fernsehen ausgestrahlt.

## Kritiken
Der Filmkritiken-Aggregator Rotten Tomatoes hat in einer Auswertung ein Publikumsergebnis von 57 Prozent positiver Bewertungen ermittelt.
Das Lexikon des internationalen Films schrieb: „Psychologischer B-Western, der in Rückblenden die Kehrseite jenes Pioniergeistes vorführt, der Amerika groß gemacht hat.“
Die Filmzeitschrift Cinema befand: „Solide gespieltes Karrieristen-Stück.“